# Robert Quennessen
Robert Quennessen (ur. 17 lutego 1888 w Lorient, zm. 18 czerwca 1940 w Nantes) – francuski szermierz, szpadzista. Członek francuskiej drużyny olimpijskiej w 1908 roku.